# Urkundeninschrift des Speyerer Doms
Die Urkundeninschrift des Speyrer Doms beinhaltet das älteste kaiserliche Freiheitsprivileg der Stadt Speyer. Es stammt vom 7. und 14. August 1111. Heinrich V. verlieh den Bürgern der Stadt finanzielle und rechtliche Begünstigungen.

## Hintergrund
Nachdem Papst Paschalis II. die Exkommunikation Heinrichs IV. aufgehoben hatte, wurde dessen Leichnam am 7. August 1111 im Chor des Doms zu Speyer beigesetzt. Aus diesem Anlass erteilte Heinrichs Sohn, Heinrich V., den Speyrer Bürgern ein Privileg. Der Vorgang wurde sieben Tage später, am 14. August 1111, abgeschlossen. Die Annahme, es habe zwei Urkunden gegeben, ist irrig.

## Inhalt
Das erste Teil des Privilegs befreite die Bürger der Stadt Speyer vom sogenannten Budeil und sprach ihnen freies Erb- und Verfügungsrecht über ihren Besitz zu. Im Gegenzug wurde ihnen vorgeschrieben, sich am Jahresgedächtnis Heinrichs IV. zur Vigil und zur Messe zu versammeln und für jedes Haus ein Brot als Almosen für die Armen zu geben.
Die zweite Urkundenteil erließ den Einwohnern jeden Zoll, der in der Stadt bisher zu entrichten war, Bannpfennig, Schoßpfennig und Pfefferzoll. Außerdem sollten innerhalb des Bistums keine Zölle gezahlt und keine Abgaben auf Waren, die mit Schiffen transportiert wurden, erhoben werden. Um die Legierung der Münzen zu verändern, bedurfte es von nun an der Zustimmung der Bürger.
Dem Burggrafen war es verboten, den Besitz der Bevölkerung anzutasten, den Bannwein zu verkaufen und Schiffe der Einwohner ohne deren Einverständnis für Herrendienste in Beschlag zu nehmen. Zusätzlich sollte kein Bewohner Speyers sich außerhalb der Stadt einem Gericht beugen müssen.

## Überlieferung
Die Urkundeninschrift ist nicht erhalten. Allerdings ist der Wortlaut durch mehrere Abschriften rekonstruierbar.
Es ist nicht bekannt, wann genau die Inschrift zerstört wurden. 1137 kam es zu einem Stadtbrand, 1159 und 1289 brannte der Dom. 1429 erneuerte man die Inskriptionen, jedoch vernichtete der große Stadtbrand sie 1450 vollständig.
Nach 1450 entstand eine weitere Fassung, die im Wortlaut Unterschiede zu den früheren Versionen aufwies.
Die älteste Abschrift stammt aus dem Codex minor Spirensis aus dem Jahr 1281. Der Text stimmt im Wortlaut mit dem Vidimus der Notare Johannes Pusillus aus Basel und Konrad Vischelin aus Bruchsal vom 1. April 1340 überein, das nach eigenen Angaben direkt von der Inschrift genommen wurde. Diese Kopie ging indes im Zweiten Weltkrieg verloren.

## Gestaltung
Die Inschrift befand sich mit goldenen Buchstaben an der Westfassade des Doms über dem Portal.
Die historische Forschung geht davon aus, dass  der erste Abschnitt links, der zweite rechts und in der Mitte Corroboratio und Datierung positioniert war. Ein Bild Heinrichs V., das an Stelle eines Siegels die Beglaubigungsfunktion einnahm, war darunter oder darüber angebracht.

## Bedeutung
Die Urkundeninschrift des Speyrer Doms bildete die Basis der kommunalen Rechte und Identität Speyers. Die Vergünstigungen galten auch für Neubürger, was vermutlich zu einem Bevölkerungsanstieg führte.
Insgesamt verbesserte sich die wirtschaftliche Situation der Einwohner, insbesondere der Kaufleute, da keine steuerlichen Abgaben geleistet werden mussten. Auch die politische Bedeutung des Bürgertums wuchs durch die ausgesprochenen Rechtsgarantien.
Das Privileg wurde von Friedrich Barbarossa 1182 unter Berufung auf die Inschrift bestätigt. Auszüge mit den Erweiterungen der Rechte aus Friedrichs Privileg wurden wohl 1408 auf der ursprünglichen Inschrift unter dem Bild Heinrichs angebracht.
Heinrich V. hingegen pflegte einerseits das Andenken seines Vaters, andererseits errichtete er sich mit seinem Bildnis ein eigenes Erinnerungsmonument. Die Verleihung der Freiheiten wurde mit dem Gedenken an die salische Dynastie verknüpft. Damit wird die herausragende Bedeutung der Bürger für den Kaiser unterstrichen.
Die Speyrer Inschrift nimmt unter den Urkundeninschriften eine herausragende Stellung ein, da es sich bei ihr um die Originalfassung handelt. Es existierte keine Pergamentausfertigung.
Die Entscheidung, das Privileg in Form einer Urkundeninschrift zu verleihen, gewährleistete, dass es öffentlich einsehbar war. Obwohl der Urkundentext lateinisch war, waren einige Schlüsselbegriffe, wie Budeil, Bannpfennig, Schoßpfennig und Bannwein, auch in der Volkssprache angegeben. Sie fungierten somit als Erinnerungshilfe, damit der Inhalt präsent blieb.

## Edition
- Monumenta Germaniae Historica. Die Urkunden Heinrichs V. und der Königin Mathilde Nr. 90. (Vorläufige Webedition)